# Acid House Kings
Acid House Kings son una banda de indie pop procedente de Suecia. Fue formada por Joakim Ödlund (Poprace, Double Dan y Starlet) y los hermanos Niklas (Red Sleeping Beauty) y Johan Angergård (Club 8, The Legends, Poprace) en 1991.
Con el lanzamiento de su primer álbum Pop, Look & Listen, supuestamente decidieron lanzar un álbum cada cinco años para tener una trilogía en el año 2002, un plan que fue bien exactamente hasta la fecha prevista.
De acuerdo con el plan, lanzaron a la venta Advantage Acid House Kings en 1997 y el álbum demostró ser un gran paso adelante con su habitual sonido jangly, guitarras pegadizas orientadas en el indie-pop. El álbum contó con la colaboración de Juelia Lannerheim como vocalista invitada en un par de canciones. Ésta entró en la banda oficialmente en 2001. 
En 2002 lanzaron su tercer álbum de estudio Mondays Are Like Tuesdays And Tuesdays Are like Wednesdays, y superaron por segunda vez al anterior en términos de sofisticación, un álbum lleno de melodías tranquilas y pegadizas.
Su cuarto álbum Sing Along With Acid House Kings fue, en principio, sacado como una edición limitada con un DVD que contenía todas las canciones de su álbum en versión de karaoke, acompañado de videos que mostraban a los componentes del grupo haciendo varias tareas diarias.
El aclamado álbum por la crítica hizo ver aún más el perfeccionamiento del sonido del anterior. En el verano de 2007 volvieron al estudio de nuevo para grabar lo que sería su quinto álbum de estudio, que debería ser lanzado en 2008.
- Datos: Q341360